# Love, Marilyn
Love, Marilyn é um filme estadunidense de 2012, do gênero documentário, dirigido por Liz Garbus.

## Participações
- F. Murray Abraham
- Elizabeth Banks
- Adrien Brody
- Ellen Burstyn
- Glenn Close
- Hope Davis
- Viola Davis
- Jennifer Ehle
- Ben Foster
- Jack Huston
- Stephen Lang
- Lindsay Lohan
- Janet McTeer
- Jeremy Piven
- Oliver Platt

## Recepção
O Los Angeles Times escreveu que o documentário é "poético e ocasionalmente exagerado". Para o The Hollywood Reporter "o elemento mais interessante por trás deste filme é a descoberta de diários e cartas de Monroe".